# Robbie Nevil
Robert S. "Robbie" Nevil (Los Angeles, Califórnia, 2 de outubro de 1958) é um cantor de pop, guitarrista, compositor e produtor norte-americano. É mais conhecido por se hit # 2 na Billboard Hot 100 em 1986, "C'est La Vie" que fez parte da trilha sonora da novela Brega & Chique em 1987 na Rede Globo. Também esteve presente na trilha sonora de um filme de grande sucesso em 1988, Cocktail, estrelado por Tom Cruise e Elizabeth Shue, com o hit "Since When". E teve uma pequena aparição de sua música no seriado Todo Mundo Odeia o Chris no episódio "Todo Mundo Odeia Bolo".
Robbie Nevil é irmão do ator Alex Nevil.

## Discografia

### Álbuns

"Brega e Chique Internacional", lançada em LP e K7 em 1987, por ocasião da novela, pela Globo Discos, onde a canção C'est La Vie foi incluída.

- Robbie Nevil (1986) #37 US Pop; #32 US R&B; UK #93[2]
- A Place Like This (1988) #118 US
- Day 1 (1991)

### Singles
- "C'est La Vie" (1986) #2 US, #3 UK,[2] #4 Aus
- "Dominoes" (1987) #14 US, # 26 UK,[2] #38 Aus
- "Wot's It To Ya" (1987) #10 US, #43 UK[2]
- "Back On Holiday" (1988) #34 US
- "Somebody Like You" (1989) #63 US
- "For Your Mind" (1991) #86 US
- "Just Like You" (1991) #25 US, #3 Aus
- "Partners in Crime" (1992) #62 Aus
- "I'll Be There For You" (1996) (dueto com Seiko Matsuda) #35 JP